# Хайнрих III фон Олденбург-Бруххаузен
Хайнрих III фон Олденбург-Бруххаузен или Хайнрих III фон Олденбург-Вилдесхаузен (на немски: Heinrich III von Oldenburg in Bruchhausen; Heinrich III von Oldenburg-Wildeshausen; * пр. 1197; † 27 май 1234, при Алтенеш) от клона Вилдесхаузен на фамилията Олденбург, е от 1197 до 1234 г. граф на Олденбург-Вилдесхаузен и от 1227/1228 или 1229 г. до 1234 г. граф на Бруххаузен в Долна Саксония.

## Биография
Той е син на граф Хайнрих II фон Олденбург-Вилдесхаузен († 1198, Палестина) и съпругата му графиня Беатрикс фон Халермунд († сл. 1194), дъщеря на граф Вилбранд I фон Локум-Халермунд († 1167) и Беатрикс фон Салм-Рейнек († сл. 1140), дъщеря на пфалцграф Ото I фон Салм. Племенник е на Герхард I († 1219), епископ на Оснабрюк (1192 – 1216) и архиепископ на Бремен (1216 – 1219), и на Ото I фон Олденбург († 1218), епископ на Мюнстер. Роднина е по майчина линия на архиепископите на Магдебург Албрехт I фон Кефернбург († 1232) и на Вилбранд фон Кефернбург († 1253). Брат е на Вилбранд († 1233), епископ на Падерборн (1211 – 1233) и Утрехт (1227 – 1233), на Бурхард († 1233, убит), граф на Вилдесхаузен (1199 – 1233), и на Егилмар († 1217 в Светите земи), каноник в Мюнстер, пропст във Фризия.
Хайнрих III последва за кратко сам баща си като граф и през 1199 г. управлява заедно с брат си Бурхард. Те не разделят официално управлението. Той дава през 1229 г. замъкът и фогтая Вилдесхаузен на архиепископаът на Бремен Герхард II, за да го получи обратно от него.
През май 1234 г. Хайнрихх III участва в кръстоносния поход на Герхард II против смятаните за неверници Щединги.
Хайнрих III фон Олденбург-Бруххаузен е убит на 27 май 1234 г. в битка при Алтенеш през войната с Щединген. Брат му Бурхард през 1233 г. също е убит през тази война.

## Фамилия
Хайнрих III фон Олденбург-Бруххаузен се жени за графиня Ермтруд фон Шотен-Бреда (de Schodis, † сл. 1234), дъщеря на граф Хайнрих II фон Бреда. Брат му Бурхард е женен за Кунигунда, сестрата на Ермтруд. Двамата имат децата:
- Хайнрих V († ок. 1270/сл. 1278), граф на Нойбруххаузен, женен на 11 април 1249 г. за братовчедката си Ирмгард/Ерменгард фон Хоя († сл. 6 юли 1278), дъщеря на граф Хайнрих II фон Хоя
- Лудолф († сл. 24 юли 1278), граф на Алтбруххаузен, женен за графиня Хедвиг фон Вьолпе († сл. 24 юли 1278), дъщеря на граф Конрад II фон Вьолпе
- Бурхард († сл. 1262), свещеник във Ферден
- Вилбранд († сл. 1241)
- София

## Наследство
След смъртта на Хайнрих III наследството му отново е поделено от двамата му сина. Синът му Хайнрих V става граф на Ной-Бруххаузсен, вторият му син, Лудолф получава Алт-Бруххаузен. Линията на графовете фон Ной-Бруххаузсен изчезва със смъртта на Герхард I ок. 1310 г. Линията на графовете фон Алт-Бруххаузен изчезва с Ото († сл. 1298).